# ترسكل
ترسكل (بالإنجليزية: Trisquel) هي توزيعة لينكس إسبانية المنشأ، مبنية على أوبونتو، من التوزيعات الحرة بنسبة 100% التي لا تحتوي أٌقراصها ولا مستودعاتها على أي برمجيات محتكرة والتي لا تنصح بتثبيت أي منها. تسعى لجلب مفهوم الحرية في الحاسوب وأن المستخدم يجب أن يكون له الحرية المطلقة في استخدامه لحاسوبه.

## الخصائص
ترسكل تهتم بالحرية أولًا وأخيرًا؛ بالرغم من ذلك إلا أن تصميمها الشكلي جميل، وليس كما يظن البعض بأن التوزيعات الحرة لا يمكن أن تكون جميلة شكليًا.
تأتي ترسكل بمجموعة حرّة من البرامج، كما قامت باستبدال البرامج المحتكرة في أوبونتو ببرامج حرة، ومن الأمثلة على ذلك: بريمج «مركز برمجيات أوبونتو» الذي استبدل ببريمج «أضف\أزل»، كما أن التعريفات المحتكرة استبدلت بحرة.

## تاريخ
بدأ المشروع في عام 2004 برعاية من جامعة فيغو، وقدم رسميا في أبريل 2005 برعاية ريتشارد ستولمن، مؤسس مشروع جنو، بصفته ضيف شرف. بنيت اصلا على دبيان، لكن مع إطلاق الإصدار 2.0 تم تغيير المستودعات وإضافة مستودعات اوبنتو في صيف 2008. يستضيف المشروع مستودعات خاصة به والتي هي مشتقات من مستودعات اوبنتو الرئيسية، مع ازالة جميع البرمجيات الغير حرة والمقيدة بحقوق الملكية الفكرية. والاستعاضة عن نواة لينكس الاصلية (التي يوجد بها برمجيات غير حرة، التي أحدثت جدال واختلافات في مجتمعات لينكس بين مؤيد ومعارض لها)، بنواة لينكس الحرة. (linux-libre). وإضافة حزم أخرى من مشاريع مختلفة.
منذ 11 ديسمبر 2008، أُدرجت ترسكل جنو/لينكس من قبل مؤسسة البرمجيات الحرة في قائمة توزيعات جنو/لينكس الحرة. المتاحة على صفحة الويب الخاص بمشروع جنو، بعد أن ضمن مجتمع وفريق تطوير ترسكل ان تبقى ترسكل حرة 100%، وتطوير ودعم البرمجيات الحرّة فقط.

## الإصدارات
آخر إصدار لترسكل هو 7.0 وهو مبني على أوبونتو 14.04.
| الاصدار | الاسم الرمزي | تاريخ الاصدار        | تاريه انتهاء الدعم   | النواة               | سطح المكتب           | بنيت على          |
| ------- | ------------ | -------------------- | -------------------- | -------------------- | -------------------- | ----------------- |
| 1.0     | Arianrhod    | 2007-01-30           | —                    | لينكس 2.6.18.6       | جنوم 2.14            | دبيان 4.0 (Etch)  |
| 2.0 LTS | Robur        | 2008-07-24           | 2014-03-02           | لينكس 2.6.24         | جنوم 2.22            | أوبونتو 8.04 LTS  |
| 3.0 STS | Dwyn         | 2009-09-08           | 2011-05-11           | لينكس ليبرا 2.6.28   | جنوم 2.26            | أوبونتو 9.04 LTS  |
| 3.5 STS | Awen         | 2010-03-22           | 2011-07-14           | لينكس ليبرا 2.6.31   | جنوم 2.28            | أوبونتو 9.10      |
| 4.0 LTS | Taranis      | 2010-09-18           | 2015                 | لينكس ليبرا 2.6.32   | جنوم 2.30            | أوبونتو 10.04 LTS |
| 4.5 STS | Slaine       | 2011-03-24           | 2012-09-15           | لينكس ليبرا 2.6.35   | جنوم 2.32            | أوبونتو 10.10     |
| 5.0 STS | Dagda        | 2011-09-17           | 2014-03-02           | لينكس ليبرا 2.6.38   | جنوم 2.32            | أوبونتو 11.04     |
| 5.5 STS | Brigantia    | 2012-04-16           | 2014-03-02           | لينكس ليبرا 3.0      | جنوم 3.2             | أوبونتو 11.10     |
| 6.0 LTS | Toutatis     | 2013-03-09           | 2017                 | لينكس ليبرا 3.2      | جنوم 3.4             | أوبونتو 12.04 LTS |
| 7.0 LTS | Belenos      | 2014-11-03           | 2019                 | لينكس ليبرا 3.13     | جنوم 3.12            | أوبونتو 14.04 LTS |
| 8.0 LTS | Flidas       | سيتم إعلان ذلك لاحقا | سيتم إعلان ذلك لاحقا | سيتم إعلان ذلك لاحقا | سيتم إعلان ذلك لاحقا | أوبونتو 16.04 LTS |

## ترسكل 4.5
صدرت ترسكل 4.5 المبنية على اوبنتو 10.10في 25 مارس 2011، وأهم ما جاء في هذا الإصدار هو:
- إصلاح الكثير من العلل.
- تأتي التوزيعة مع مدير إقلاع جديد للنسخ الحية.
- تحسين مثبِّت التوزيعة.
- نواة لينُكس 2.6.35
- X.Org 7.5
- جنوم 2.32
- موزيلا فايرفوكس 3.6.15
- أوبن أوفيس 3.2

## وصلات خارجية
- ترسكل على موقع Framasoft (الفرنسية)

الموقع الرسمي لتوزيعة
مشروع نواة لينوكس الحرة (Linux-Libre)